# アリラン3号
アリラン3号（아리랑 3호）、またはKOMPSAT-3（Korea Multipurpose Satellite-3）は、韓国の多目的実用人工衛星。韓国航空宇宙研究院（KARI）がドイツ航空宇宙センターやEADS アストリアム社の技術支援を基に開発した地球観測衛星で、2012年5月18日に日本のH-IIAロケット21号機で打上げられた。

## 概要
アリラン3号は、アリラン1号・2号の後継機。直径2.0m、高さ3.5m、質量約1,000kgの衛星で、これまで以上に高い解像度を持つ光学機器を搭載する。太陽同期軌道を周回して、地球の地理情報解析に必要な高解像度画像の提供や各種の環境観測などを行う。韓国のメディアでは分解能70cm級と報じられている。
韓国では韓国の独自技術により開発などと報じられているが、ドイツ航空宇宙センターやEADS アストリアム社が光学機器の開発にあたって技術支援を行っており、アリラン3号にはカール・ツァイス社の光学機器が使用されている。

## 打上げ
2009年1月12日、三菱重工業社がKARIからアリラン3号の打上げ輸送サービスを受注し、契約調印を行った。日本が海外製の衛星を打ち上げるのはオーストラリアの小型衛星FedSatに続き2機目となるが、海外顧客から有償で衛星打上げを受注するのはこれ初めてであった。中央日報によれば、三菱は120億から130億ウォン台を提示し、350億ウォン台を提示したユーロコット社に競り勝って受注したという。一方朝鮮日報によれば、三菱はロシアより100億ウォン以上安い193億ウォン（13億円）を提示したとしている。いずれにせよ、日本とロシアの競争によって韓国は「格安」で衛星を打ち上げることが出来た。
打上げに際しては、韓国から一貫輸送で種子島へ精密機器専用船で運ばれ、種子島宇宙センターからH-IIAロケット21号機により、しずくの相乗り衛星として太陽同期軌道へ投入された。21号機の当初の打ち上げ予定は2011年9月だったが、アリラン3号の製造遅れにより、2012年5月18日に実施された。
韓国から外国に向けた打ち上げに関する報道では、打ち上げ再現CGにおいて、H-IIAロケットの機体に描かれる「アリラン3号」と「しずく」のミッションマークまで精密に再現されていたが、日章旗と「NIPPON」の表記だけは削除されて報道された。